# BW247
BW-247是一种含氮有机化合物，分子式C
16H
17N，属于一种仲胺，可用作抗抑郁药。